# کوین اسکینر
کوین اسکینر (انگلیسی: Kevin Skinner؛ ۲۵ فوریهٔ ۱۹۷۴) یک موسیقی‌دان اهل ایالات متحده آمریکا بود. وی از سال ۲۰۰۹ میلادی تاکنون مشغول فعالیت بوده‌است.